# Олевенски манастир
Олевенският манастир (на македонска литературна норма: Олевенски манастир) е православен манастир край битолското село Олевени, Северна Македония. Част е от Преспанско-Пелагонийската епархия на Македонската православна църква – Охридска архиепископия.

## География
Намира се в местността Бърце, на мястото на някогашното старо село Олевени, около което са построени три църкви и един параклис. Районът е и археологически обект.

## История и архитектура
Манастирът се състои от църквата „Свети Илия“, спомагателна сграда и озеленена площ. Освен „Свети Илия“ към местността спадат и църквите „Света Петка“ и „Света Ана“.

## Галерия
- Параклисът „Св. Антоний“
- Надпис на печката
- Печка в манастирския двор